# Gorge d'Aktove
La gorge d'Aktove (en ukrainien : Актівський канйон), ou parfois canyon d'Aktove, est une gorge près du village d'Aktove, sur la rivière Mertvovod (uk) dans le raïon de Voznessensk de l'oblast de Mykolaïv en Ukraine.
Elle fait partie du parc naturel national du Gard du Boug et de l'aire protégée des Steppes de granite du Boug.